# Kenz-Küstrow
Kenz-Küstrow est une commune de l'arrondissement de Poméranie-Occidentale-Rügen, Land de Mecklembourg-Poméranie-Occidentale.

## Géographie
La commune se situe à 4 km au sud de Barth, le long de baies issues de la mer Baltique.
Au sud, passe la Bundesstraße 105 entre Rostock et Stralsund.
Les quartiers sont Dabitz, Kenz, Küstrow, Rubitz et Zipke.

## Histoire
Les premières mentions écrites datent de 1280 pour Küstrow et Dabitz, 1313 pour Kenz, 1317 pour Rubitz. Ils sont d'origine slave. Jusqu'en 1325, Kenz appartient à la principauté de Rügen puis à la Poméranie et à la Poméranie suédoise en 1948.
Une apparition mariale fait apparaître une fontaine miraculeuse à Kenz. Vers 1395, le village est un lieu de pèlerinage important. Barnim VI de Poméranie s'y rend pour demander la guérison de la peste et s'y fait enterrer. Le pèlerinage de Kenz disparaît avec la Réforme. Cependant, son eau est redécouverte au XVIIIe siècle et devient un lieu de cures.
Après la fin de la Porémanie suédoise et l'intégration dans la Prusse et dans l'arrondissement de Franzburg dans la province de Poméranie, la cure s'arrête. En novembre 1872, une tempête sur la mer Baltique provoque une inondation qui noie une grande partie du territoire.
La commune de Kenz-Küstrow est créée en 1999 par la fusion des communes de Kenz et de Küstrow.